# ديم بريستو
ديم ريجنالد بريستو (بالإنجليزية:Deem Reginald Bristow ) هو ممثل أداء صوتي أمريكي ولد 11 أبريل عام 1947 في ايتون أوهايو وهو معروف بأداء د. إغمان.

## روابط خارجية
- ديم بريستو على موقع IMDb (الإنجليزية)
- ديم بريستو على موقع قاعدة بيانات الفيلم (الإنجليزية)